# Франсуа Борд
Франсуа Борд (фр. François Borde; 8 грудня 1899, Лурд, Верхні Піренеї — 15 грудня 1987, Байонна, Атлантичні Піренеї — французький регбіст, олімпієць, грав на центральній позиції, здобув срібну медаль в літніх Олімпійських іграх 1920 в Антверпен, чемпіон Франції в 1922, 1923,1924, 1926 та 1927 роках.

## Спортивна кар'єра
На початку своєї кар'єри репрезентував Тарб і Лурд. Разом із Рейсінг 92 та Тулуза виступив в шести фіналах Топ 14. Збірна Франції програла фінальний матч в 1920 році, але проте стали чемпіонами в 1922, 1923, 1924, 1926 і 1927 роках.
Разом із збірною Франції взяв участь у змаганнях з регбі на літніх Олімпійських іграх 1920 року. 5 вересня 1920 року, в розіграному на Олімпійському стадіоні матчі команда Франції програла команді США з рахунком 0:8. Це був єдиний матч розіграний під час цього заходу, тому команда здобула срібну медаль.
Франсуа Борд не був лише гравцем. Він також займав позицію капітана збірної Франції в 1920—1926 роках. За цей час, він взяв участь в 12 матчах, здобув 3 голи. Голи були здобуто під час матчу з Американцями, який відбувся 10 жовтня 1920 року.
Після закінчення спортивної кар'єри зайнявся збіркою податків в Байонні.

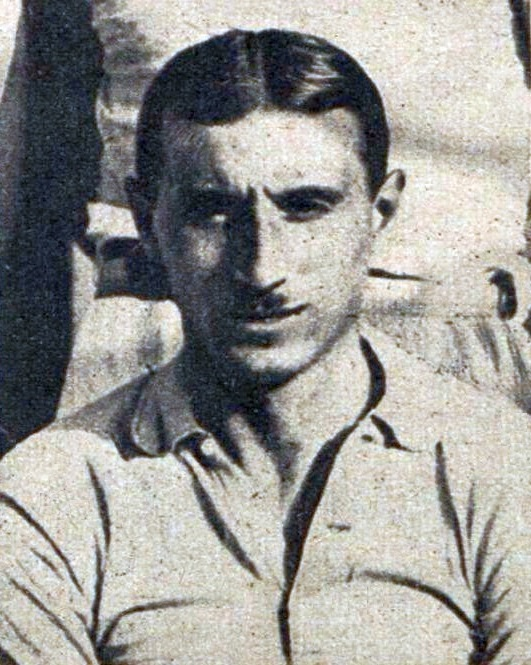
Франсуа Борде в 1920

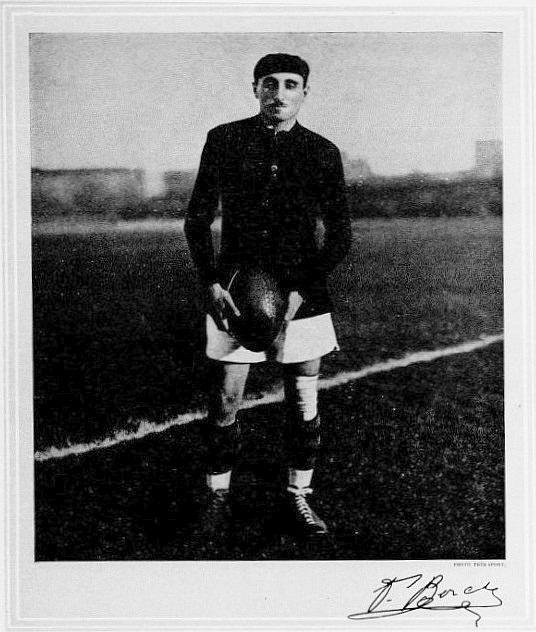
Франсуа Борд — капітан збірної Франції з регбі в 1924